# ناحیه بلوم، شهرستان کوک، ایلینوی
ناحیه بلوم (به انگلیسی: Bloom Township) یک منطقهٔ مسکونی در ایالات متحده آمریکا است که در شهرستان کوک (ایلینوی) واقع شده‌است. ناحیه بلوم ۱۲۱٫۰ کیلومتر مربع مساحت دارد ۱۹۲ متر بالاتر از سطح دریا واقع شده‌است.